# Rotenflue
Die Rotenflue (vereinzelt auch Rotenfluh genannt) ist ein 1571 m ü. M. hoher Berg östlich oberhalb von Schwyz, dem Hauptort des Kantons Schwyz. Er befindet sich in direkter südlicher Nachbarschaft zu den Mythen in den Schwyzer Alpen.
Die Seilbahn mit zwei Gondeln zwischen Rickenbach und der Rotenflue musste 2004 aus Sicherheitsgründen demontiert werden – ein Mast drohte umzukippen. Danach wurden verschiedene Projekte erstellt, um wieder einen Seilbahnbetrieb zu erstellen.
Das Projekt mit einer Gondelbahn von der alten Talstation aus bis auf den höchsten Punkt des Berges wurde realisiert, seit 2015 ist die neue Bergbahn in Betrieb (Rotenfluebahn). Neben der Bergstation steht die Gaststätte Gipfelstubli.
Am 20. Oktober 2019 stürzte eine der 8er-Gondeln wegen einer Windböe ab. Diese Gondel war zum Zeitpunkt des Unfalls nicht besetzt.
Die Rotenflue ist ein beliebter Ausgangspunkt für Wanderungen auf den Gross Mythen, hierfür wurde auch die lokale Wanderroute 829 Mythenweg eingerichtet.

## Nachweise
1. 1 2  Lage und Höhe gemäss «geo admin.ch».
2. ↑  Andreas Seeholzer: Unfallursache geklärt: Windböe ist Schuld an Gondelabsturz in Schwyz. In: luzernerzeitung.ch. 21. Oktober 2019, abgerufen am 21. Oktober 2019.